# ياسر العيتي
ياسر العيتي (ولد 1968 م) طبيب وباحث وسياسي سوري، وكاتب شاعر، ومؤلف مترجم، ومعارض بارز للنظام السوري، وهو رئيس تيار سوريا الجديدة حاليًّا.

## ولادته ودراسته
ولد ياسر بن تيسير العيتي في مدينة الرياض عام 1968، ونشأ في كنف والده المربي القدير أستاذ الرياضيات تيسير العيتي، وهو حفيد شيخ مدرسي الرياضيات في الشام الأستاذ درويش القصاص.
حصل ياسر على إجازة في الطب البشري من جامعة دمشق عام 1992، وعلى دبلوم في الأمراض الداخلية من جامعة لندن عام 2001.
اهتم العيتي بدراسة الذكاء العاطفي وعلوم التفكير والإبداع والتنمية الذاتية والإدارية والقيادية، وألف في ذلك وترجم الكثير من الكتب، وأقام العديد من الدورات.

## أعماله ووظائفه
عمل ياسر طبيبًا في مستشفى دلَّة في الرياض من عام 1995 إلى 2000. وعمل محاضرًا ومدربًا معتمدًا من مؤسسة فرانكلين كوفي للاستشارات.
كتب الشعر والمقالات، وله 4 دواوين منشورة، ويتابع الدراسات الإنسانية والاجتماعية، وينتمي إلى التيار الإصلاحي المعارض في سورية، وشارك في نشاطات المعارضة السورية فيما أُسميَ إعلان دمشق للتغيير الوطني الديمقراطي.
اعتقله جهاز أمن الدولة في سورية يوم الاثنين 17 ديسمبر 2007 لمشاركته في جلسات واجتماعات إعلان دمشق، ثم أطلق سراحه، فغادر إلى تركيا. وصار عضوًا في مجلس قيادة الثورة في دمشق.
وهو حاليًّا رئيس مجلس إدارة (مؤسسة بنا) وهي منظمة مجتمع مدني تُعنى ببناء القدرات والتنمية المجتمعية للسوريين في تركيا وسوريا.
وشارك في تأسيس تيار سوريا الجديدة، وتولى رئاسته بتاريخ 17 مارس 2024. وهو كِيان سياسي وطني محافظ، يلتزم بمبادئ العدل والحرية والكرامة التي قامت عليها الثورة السورية، وتحرير سورية من الاحتلال، وإنهاء الاستبداد وبناء دولة عصرية قائمة على المساواة أمام القانون لجميع مواطنيها، انطلاقًا من هُويَّة المجتمع السوري المحافظ. ويهدف التيار إلى تحقيق استقلال سورية، والانتقال السياسي الحقيقي، والوصول إلى دستور عصري. ويضمُّ التيار أكاديميين ورجال دين وفلَّاحين وطلبة، ويسعى لتقديم برامج اجتماعية وسياسية واقتصادية عملية للنهوض بالمجتمع والدولة السورية.

## مؤلفاته وترجماته

### مؤلفاته
1. الذكاء العاطفي، دار الفكر بدمشق
2. الذكاء العاطفي في الإدارة والقيادة، دار الفكر بدمشق
3. الذكاء العاطفي في الأسرة، دار الفكر بدمشق
4. ما فوق الذكاء العاطفي (حلاوة الإيمان)، دار الفكر بدمشق
5. خطبة توقظ أمَّة: استخدام تقنيات التواصل والتأثير الحديث في الخطابة، دار الملتقى بحلب
6. الحرية العاطفية، دار الفكر بدمشق
7. الإنسان أولًا، مكتبة الأسرة العربية بإستانبول
8. سورية الجديدة مقالات وخواطر، الملتقى للنشر بإستانبول
9. واستيقظ المارد، خواطر ومقالات في الثورة السورية[1]

### دواوينه
1. دمعات تائب، المكتب الإسلامي ببيروت
2. القابضون على الجمر، المكتب الإسلامي ببيروت
3. لا يا قيود الأرض، المكتب الإسلامي ببيروت
4. لعيونك يا قدس، المكتب الإسلامي ببيروت
5. تحت عرش الرحمن، المكتب الإسلامي ببيروت
6. نور ونار، مكتبة الأسرة العربية بإستانبول (وهو يتضمن دواوينه الشعرية السابقة جميعًا مع قصائد أخرى)[1]

### ترجماته
1. قصة الجينوم، مكتبة العبيكان بالرياض
2. بناء العقول السليمة، مكتبة العبيكان بالرياض
3. منزلي يقتلني، مكتبة العبيكان بالرياض
4. بدائل المضادات الحيوية، مكتبة العبيكان بالرياض
5. صحتك في أثناء السفر، مكتبة العبيكان بالرياض
6. التهاب الكبد (سي)، مكتبة العبيكان بالرياض
7. تحفيز الطلاب اللامبالين، مكتبة العبيكان بالرياض
8. آباء وأمهات للمرة الأولى، مكتبة العبيكان بالرياض
9. أحذية العمل الست، مكتبة العبيكان بالرياض
10. ما فوق المنافسة، مكتبة العبيكان بالرياض
11. فن التنفس، مكتبة العبيكان بالرياض
12. القرآن الكريم (سيرة تاريخية)، مكتبة العبيكان بالرياض
13. الدليل الشمولي إلى تخفيض الوزن، مكتبة العبيكان بالرياض
14. اللياقة بعد الأربعين، مكتبة العبيكان بالرياض
15. ساعدوني فأنا لا أستطيع التحكم بنفسي، الحوار الثقافي ببيروت
16. التفكير الناقد، دار السيِّد للنشر بالرياض
17. العادة الثامنة، دار الفكر بدمشق
18. كيف تكون مديرًا ناجحًا، لليندا أ. هيل، دار الفكر بدمشق
19. الهدية: متعة العيش في الحاضر، لسبنسر جونسون
20. معًا إلى القمَّة: سحر العمل الجماعي، عن كتاب كِن بلانشرد (high five)[2]